# 林榮德 (藝術家)

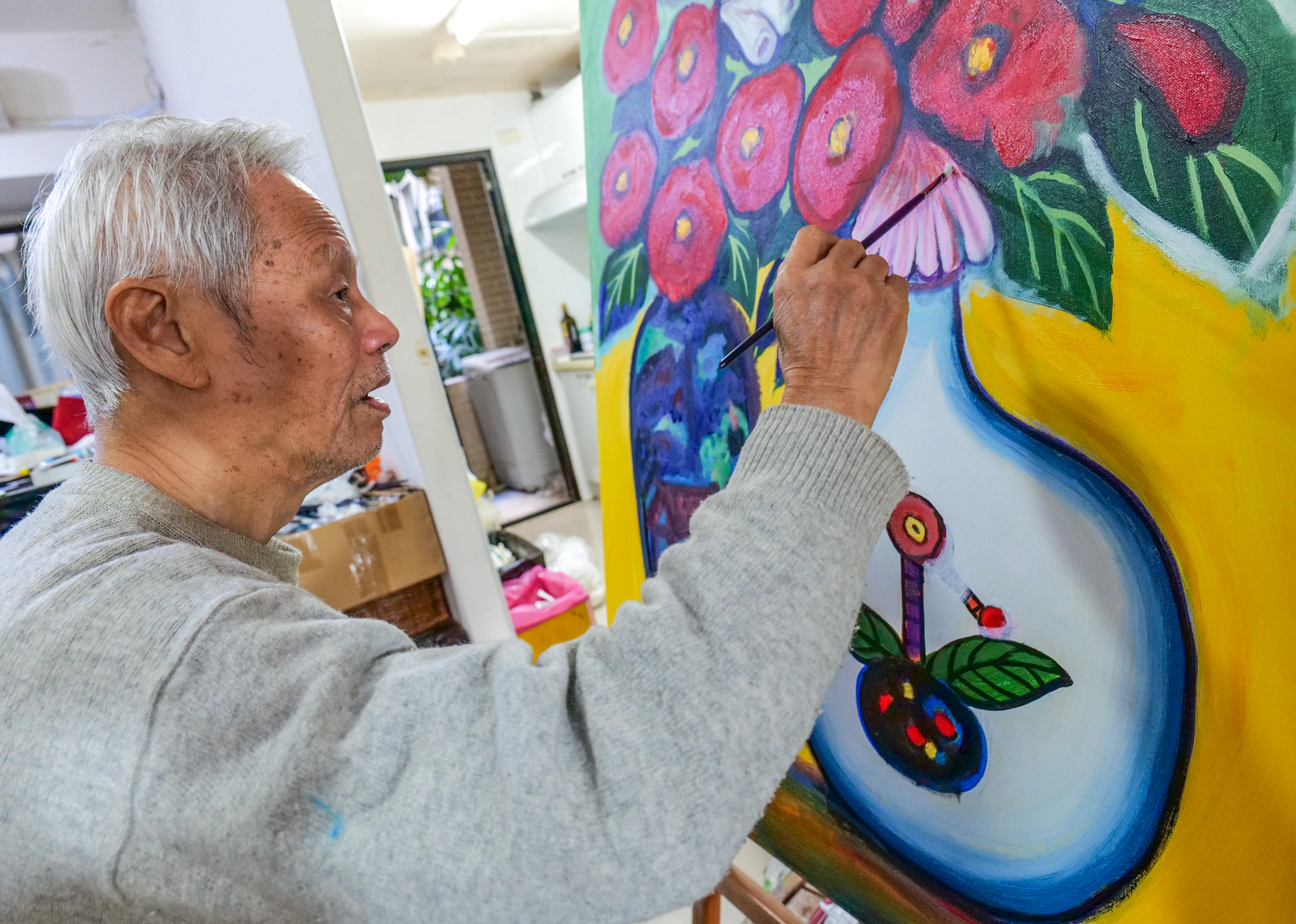
作畫中的林榮德

林荣德，（1937.04.06-2023.04.28)，台湾艺术家，出生於台灣台南州新豐郡歸仁庄（今臺南市歸仁區）。其艺术演展结合音樂(含現代歌劇)、绘画(上百幅油畫)、文学三者，顯揚國際景觀的藝術高峰，是第一位在美國紐約林肯藝術中心·爱佛费雪大音樂厅、以整場發表個人作品的台灣音樂家。1937年4月6日出生在台南县归仁乡（旧社街、红瓦厝）。他的艺术演展结合音乐、绘画、文学三者。

## 个人经历
- 1964年，毕业于国立师范大学的林荣德前往西德斯图加特音樂院留学。
- 1970年，回国在东吴大学任教2年，便又前往奥地利维也纳音乐学院深造。
- 1972年，林荣德创办 “林荣德音乐教育中心 [1]”，并从德國引進一系列音乐教育体系（奧而福教學、運用德國少年音樂學校系統、 基礎歐美鋼琴教學、學前律動和音樂），同時開創打擊和木笛（直笛）教學的先河，奠定台灣樂教基礎。
- 1996年9月14日，他在纽约林肯中心爱佛费雪大音乐厅举办“台湾音乐之夜”演出台湾民谣交响诗&协奏曲· “小汽球梦的旅行”儿童环保歌剧· 60人的交响乐团搭配100儿童合唱团，展现另一种音乐风格。交响乐团由国际小提琴巨星教母教授Ms. Dorothy DeLay经理协办召集组成。
- 2005年 7月12日在维也纳 颂布伦王宫（Schonbrunn）奥兰杰利厅·之后也在萨尔兹堡（Salzburg）莫札特（W M Mozart）音乐厅·演出他 1.钢琴协奏曲No.1和“小汽球梦的旅行”儿童环保歌剧，由萨尔兹堡管弦乐团、台北市首都歌剧团（团长女高音吕丽莉教授）联合演出，全程共六场。

## 國際演出
“台灣民謠交響詩協奏曲·'小汽球夢的旅行'兒童環保歌劇 ”· 
由交響樂團搭配合唱團的風格轟動演出
- 1996年9月14日，在聯合國NGO名下, 他在纽约林肯中心爱佛费雪大音乐厅举办“台灣音樂之夜”演出 “台灣民謠交響詩協奏曲”· “小汽球夢的旅行”兒童環保歌劇· 60人的交響樂團搭配100兒童合唱團，展現另一種音樂風格。交響樂團由 Juilliard 教授 “Ms. Dorothy DeLay （页面存档备份，存于）”, (“小提琴國際巨星的教母天后 （页面存档备份，存于）”), 經理協辦召集組成。
- 1998年7月 在洛杉磯，(NYC duplication - 指揮大衛‧巴克 David Buck 加州大學教授 協辦召集)
- 2000年7月 在奧國薩爾茲堡（Salzburg）
- 2005年 7月12日在維也納 頌布倫王宮（Schonbrunn）奧蘭傑利廳·之後也在薩爾茲堡（Salzburg）莫札特（W M Mozart）音樂廳·演出他 1.鋼琴協奏曲No.1和“小汽球夢的旅行”兒童環保歌劇，由薩爾茲堡管弦樂團、台北市首都歌劇團（團長女高音呂麗莉教授）聯合演出，全程共六場。
- 2023年2月12日於台南文化中心舉行台灣&克羅埃西亞文化交流音樂會
- 2023年2月13日於衛武營舉辦台灣&克羅埃西亞音樂會
- 2023年4月27日於克羅埃西亞首都Lisinski Music Hall舉辦Taiwan Night音樂會 （页面存档备份，存于）

## 所获荣誉
- 1991年 國際愛因斯坦學術基金會“和平獎”；
- 1995年 聯合國非政府组织（NGO）“世界教師和平工作者成就奖”
- 2003年 台美文教基金會 “人文科學人才成就獎”“TAF 台美人文科學獎 （页面存档备份，存于）”
- 2003年 國際印度詩人學會（IPA）『世紀詩人獎』
- 2004年 諾貝爾文學獎候選人；國際史懷哲大學“科學、人文、和平金牌獎”